# Tipula amytis
Tipula amytis är en tvåvingeart som beskrevs av Alexander 1933. Tipula amytis ingår i släktet Tipula och familjen storharkrankar. Inga underarter finns listade i Catalogue of Life.